# 鹿島槍スキー場
鹿島槍スキー場（かしまやりスキーじょう）は、長野県大町市平鹿島槍黒沢高原に位置するスキー場。株式会社鹿島槍（日本駐車場開発の孫会社）が運営している。

## 沿革
- 1963年 - 鹿島国際観光株式会社により鹿島槍国際スキー場として開業。
- 1976年 - 株式会社黒部観光ホテル（元太平洋観光系）を吸収合併。
- 1984年 - サンアルピナ鹿島槍スキー場に改称。
- 1989年 - 鹿島国際観光開発が親会社の三井観光開発（現:グランビスタ ホテル&リゾート）に吸収合併され、同社直営施設となる。
- 1993年 - セントラルプラザ1130を開設。
- 2004年 - 2004/2005シーズンより信学会グループに譲渡。被合併法人所有の黒部観光ホテルは三井観光開発の下で存続。
- 2006年 - 2006/2007シーズンより日本スキー場開発（日本駐車場開発子会社）に経営譲渡。
- 2010年 - 日本スキー場開発が設立した株式会社鹿島槍に運営を移管。通年スポーツ施設化を図り鹿島槍スポーツヴィレッジに改称（スノーシーズンは鹿島槍スキー場と呼称）。

## ゲレンデ
「セントラルプラザ1130」を中心にすり鉢状に広がる中央ゲレンデと、ベース部分に広がる中綱ゲレンデから構成されている。ゲレンデからは鹿島槍ヶ岳や爺が岳といった北アルプスの山々が眺望できる。白馬エリアのスキー場では大都市圏に最も近く、国道148号から中綱湖民宿街へと進む中綱ルートと、大町市内から大町温泉郷方面へ進む中央ルートの2ルートでスキー場にアクセスできるのが特徴である。系列のサンアルピナ青木湖スキー場と連絡することができた。
- 中央ゲレンデ
  - コース1-A 1-B 1-C…このスキー場のメインコース。様々な大会が開催されるコースでもある。
  - コース2…ナイターも楽しめる初級者向けコース。
  - コース5-A 5-B 5-C…リフト沿いのコースは上級者向き。迂回コースもあり中級者から楽しめる。
  - コース3-A 3-B…コース幅の広い初級者向けコース。横に2ウェイキッカーがある。
  - コース7…正面は快適な中斜面。迂回コースは初級者向き。中綱スーパー林道への入り口となる。
  - コース10…スキー場最上部のコース。眺望がよい。迂回の林道コースがあるので初級者でも乗車可能。2024年現在、第10ペアが休止中のため滑走不可。
  - ファミリーパーク…動く歩道を利用してソリやチューブを楽しめるほか、キッズゲレンデや遊具もある。
- 中綱ゲレンデ
  - コース8…スキー場最下部の初級者向けコース。
  - 一本ブナダウンヒル…変化に富んだ快適なクルージングコース。
  - 中綱スーパー林道…夏の山道を利用した全長3000mの初級者コース。

### リフト
- 第１クワッドリフト：中央ゲレンデ遠見コースにかかる。全長940m。
- 第２ペアリフト：全長350m。
- 第３クワッドリフト：全長250m、休止中。
- 第５ペアリフト：中央ゲレンデコース５にかかる。全長580m。
- 第６クワッドリフト：中綱ゲレンデにかかる。全長960m。
- 第７ペアリフト：全長280m。
- 第８ペアリフト：全長394m。休止中。
- 第１０ペアリフト：ゲレンデ最上部にかかる。全長563m。休止中。

## 施設
- クワッドリフト2基、ペアリフト3基
- セントラルプラザ1130 - センター施設。レストラン、レンタルコーナー、売店、更衣室、託児所、スキーヤーズベッド（ドミトリー形式の仮眠施設）、個室宿泊施設、温泉施設（ハイランドスパ）を兼ね備えている。
- 駐車場

## アクセス
- 鉄道
  - 大糸線信濃大町駅より無料シャトルバスで中央ゲレンデまで40分、または同線簗場駅より中綱ゲレンデまで徒歩8分
- 車
  - 長野自動車道安曇野ICより県道306号（北アルプスパノラマロード）経由で37km